# Eupodoctis
Genre
Eupodoctis est un genre d'opilions laniatores de la famille des Podoctidae.

## Distribution
Les espèces de ce genre se rencontrent en Inde et au Sri Lanka.

## Liste des espèces
Selon World Catalogue of Opiliones (08/07/2021) :
- Eupodoctis annulatipes (Roewer, 1912)
- Eupodoctis indicus (Hirst, 1911)

## Publication originale
- Roewer, 1923 : Die Weberknechte der Erde. Systematische Bearbeitung der bisher bekannten Opiliones. Gustav Fischer, Jena, p. 1-1116 (texte intégral).